# Zemljopis Austrije
Austrija se nalazi u srcu središnje Europe. Kažemo da je Austrija izrazito alpska država jer Alpe zauzimaju dvije trećine površine. Sa zemljopisnoga stajališta dijeli se na dva područja: alpsko područje oko 70% teritorija i nizine kojima teku Dunav i njegovi pritoci. 

## Alpska Austrija
Alpska Austrija pruža se od Bodenskoga jezera do Dunava; ondje je pojas ulančanih gorja ispresijecanih dolinama i prirodnim prijevojima: sjeverna strana Tridentinskih i Karnskih Alpa (na granici s Italijom), Visoke Ture, Niske Ture, Noričke Alpe (u središnjoj zoni), Algajske alpe, Bavarske Alpe i Češka šuma (na granici s Njemačkom i Češkom). Alpske su planine obrasle gustim šumama, a nad njima se uzdižu veličanstveni ledenjaci. Najviši vrh Austrije je Grossglockner (3.797 m) u Visokim Turama. 

## Dunavska Austrija
Dunavska je Austrija ravničarska ili blago valovita, a pruža se na sjeveru zemlje prostranom dunavskom ravnicom. U sjeveroistočnom dijelu nalazi se Mađarska ravnica koja nastavlja u Mađarskoj. Tok Dunava u Austriji dug je 360 km; Dunav ulazi u Austriju kod Passaua i teče do periferije Bratislave na granici sa Slovačkom. U Dunav se slijevaju mnogi pritoci koji se spuštaju s istočnih Alpa: najvažniji je Inn, koji protječe Tirolom s pritokom Salzach, Enns i Traun. Drava izvire na talijanskom teritoriju, ali teče Austrijom 400 km od svojih 720 km, prije nego što se ulije u Dunav u Hrvatskoj; jedini važniji lijevi pritok Dunava jest Morava koja dijelom označava granicu s Češkom. Alpski predio obiluje malim i slikovitim ledenjačkim jezerima; najveće jezero Nežidersko (Neusiedl,320 km kvadratnih) nalazi se u Gradišću u Mađarskoj ravnici. Austriji pripada dio obale Bodenskoga jezera na granici sa Švicarskom i Njemačkom. Klima istočnih predjela je hladna, kontinetalna. Na Alpama ovisi o nadmorskoj visini i o rasporedu udolina i uzvisina. Jako se osjeća utjecaj fohna, toploga vjetra koji ublažava temperaturu na brdima i uzrokuje topljenje snijega. Krajolici su prekriveni prostranim šumama crnogorice i bjelogorice te planinskim livadama.

## Rijeke
Najveća europska rijeka Dunav protječe kroz Austriju pa time i veći dio voda Austrije pripada Crnomorskom slivu. Veće rijeke Austrije su: Mura, Rába, Inn, Drava i Dunav. Obzirom na reljef Austrija je bogata i ledenjačkim jezerima. Uz prirodna jezera ime i više akumulacijskih jezera koja su u sustavu dobivanja električne energije, a s 9 hidroelektrana u istu svrhu koristi se i snaga Dunava.

## Vegetacija
Biljni pokrov ovisi o reljefu, vodi i klimi. Austija ima malo obradivih površina. Niži su dijelovi obrađeni a po gorama je vegetacija raspoređena prema visinskim
pojasima:
- do 1000 m rastu miješane šume ( bukva,hrast,lipa,javor)
- iznad toga crnogorične šume ( najviše smreka)
- na gornjoj granici ariš (listopadna četinjača).

Gornja granica nalazi se na visini od 1600-1800 m, u središnjim dijelovima na 2100-2200 m. Iznad nje su planinske rudine, a u središnjim Alpama ledenjaci. Šume pokrivaju 42% površine.